# کوه شاهزاده سیاه (آلبرتا)
کوه شاهزاده سیاه (به انگلیسی: Mount Black Prince) یک کوه در کانادا است که در آلبرتا واقع شده‌است. کوه شاهزاده سیاه ۲٬۹۳۹ متر بالاتر از سطح دریا واقع شده‌است.